# Nuovo Evangeliario Ambrosiano
Il nuovo Evangeliario Ambrosiano è l'evangeliario frutto della riforma del rito ambrosiano. Promulgato dal cardinale Dionigi Tettamanzi l'11 giugno 2011, è in uso nell'arcidiocesi di Milano e in tutte le comunità di rito ambrosiano.

## Caratteristiche

### Il progetto dell'evangeliario contemporaneo
L'Evangeliario Ambrosiano si aggiunge come decimo ai nove volumi di cui è costituito il Lezionario Ambrosiano.
Proprio per la solennità che distingue il Libro dei Vangeli dagli altri libri liturgici, è stato dedicato un progetto specifico per la sua pubblicazione. In continuità con la tradizione degli antichi esemplari di codici miniati, l'Evangeliario Ambrosiano è rilegato da una coperta esterna e corredato all'interno da settantatré tavole a supporto del testo realizzate da sei artisti contemporanei, i pittori Mimmo Paladino, Nicola De Maria, Ettore Spalletti, Nicola Samorì, Nicola Villa e il fotografo Giovanni Chiaramonte. Una commissione di esperti (storici dell'arte, liturgisti e biblisti) ha affidato a ogni artista determinati brani e ne ha seguito le fasi del lavoro, durato circa un anno.
Questo progetto è nato nel 2009 dalla volontà del cardinale Tettamanzi di commissionare un evangeliario contemporaneo, rinnovato nella liturgia secondo i criteri del Concilio Vaticano II e, allo stesso tempo, attuale nell'iconografia che ne illustra gli episodi più significativi..

### La mostra
Prima di essere rilegate per formare il volume, coperta e tavole sono rimaste esposte al pubblico dal 9 novembre all'11 dicembre 2011 nella mostra 'La bellezza nella Parola. Il nuovo Evangeliario Ambrosiano e capolavori antichi' al Palazzo Reale di Milano, accanto a preziosi codici antichi (il Codex Sarzanensis, l'Evangeliario di Busto, l'Evangeliario Casola della Biblioteca Capitolare di Milano, la Coperta di Teodolinda, la Pace di Chiavenna, l'Evangeliario di Ariberto e quello di Vercelli).
Nel percorso espositivo, scandito tra antico e contemporaneo, sono state coinvolte anche la Galleria San Fedele, con i bozzetti preparatori delle tavole degli artisti, e la Chiesa di San Raffaele, con le opere di Ettore Spalletti e Mimmo Paladino realizzate per l'occasione.

### Il dono del cardinale Tettamanzi
L'edizione dell'Evangeliario Ambrosiano ha segnato l'ultimo periodo di episcopato del cardinale Tettamanzi (2002-2011) che ha deciso di donare la copia originale al Duomo di Milano, affinché non venga semplicemente custodito come oggetto d'arte, ma soprattutto usato nella solenne liturgia della Cattedrale, e una stampa alle parrocchie di rito ambrosiano, alle realtà pastorali più significative comprese entro l'arcidiocesi di Milano e ad alcune istituzioni della Chiesa universale.

## Contesto

### La riforma del rito ambrosiano
Con riforma del rito ambrosiano si intende la rivisitazione dei libri liturgici necessari per la celebrazione di rito ambrosiano avviata all'indomani del Concilio Vaticano II (1962-1965) secondo il principio per cui: «La santa madre Chiesa considera come uguali in diritto e in dignità tutti i riti legittimamente riconosciuti; vuole che in avvenire essi siano conservati e in ogni modo incrementati; desidera infine che, ove sia necessario, siano riveduti integralmente con prudenza nello spirito della sana tradizione e venga loro dato nuovo vigore, come richiedono le circostanze e le necessità del nostro tempo». In un primo momento insieme al Messale ambrosiano promulgato dal cardinale Giovanni Colombo nel 1976, venne adottato un Lezionario ambrosiano ancora provvisorio e parziale perché comprendeva Avvento, Quaresima, Triduo Pasquale e Settimana in Albis, con alcune altre celebrazioni maggiori del ciclo “de Tempore” e del Santorale, mentre per il complesso dell'anno liturgico e per le celebrazioni dei santi si doveva far ricorso al Lezionario Romano, proprio cioè del rito romano.
Dal 1976 al 1983 la riforma è proseguita con l'edizione del Rito delle esequie (1977), del Breviario o Liturgia delle ore (1983/1984) e del rituale de La comunione e il culto eucaristico fuori della messa (1984).

### Il nuovo Lezionario Ambrosiano
Nel 1995 il 47º sinodo diocesano voluto dal cardinale Carlo Maria Martini sollecitò il compimento della rivisitazione del Lezionario del 1976 e una Commissione appositamente incaricata arrivò, nel 2005, a proporre il Lezionario Ambrosiano riformato, non più configurato come un Supplemento del Lezionario Romano, ma come libro liturgico specificamente ambrosiano dotato di un compiuto e organico ordinamento di letture bibliche feriali e festive.
Dopo l'approvazione della Congregazione del Rito Ambrosiano (2006), e con il conforto del parere favorevole del Consiglio presbiteriale diocesano (2007), il Lezionario Ambrosiano fu sottoposto alla recognitio della Congregazione per il Culto Divino e la Disciplina dei Sacramenti della Sede Apostolica (2008), per essere infine solennemente promulgato dal cardinale Tettamanzi il 20 marzo 2008 ed entrare in vigore il 16 novembre 2008.
La promulgazione del Lezionario Ambrosiano segna un momento determinante per la storia della Chiesa di Milano perché rinnova la tradizione in continuità con gli insegnamenti del vescovo da cui trae origine, Sant'Ambrogio. In particolare, secondo gli storici della liturgia, tra le caratteristiche più rilevanti del rito ambrosiano riaffermate c'è la strutturazione dell'anno liturgico in tre periodi, da cui deriva la suddivisione in tre sezioni del Lezionario stesso:
- Mistero della Incarnazione, che comprende Avvento, Natale e Epifania;
- Mistero della Pasqua, che comprende Quaresima, Triduo pasquale e Tempo pasquale fino alla solennità della Pentecoste;
- Mistero della Pentecoste, che comprende il Tempo dopo Pentecoste, fino al sabato che precede l'inizio del nuovo Avvento, suddiviso in Settimane dopo Pentecoste (fino alla festa del Martirio di San Giovanni il Precursore, 29 agosto), Settimane dopo il Martirio (fino alla solennità della Dedicazione del Duomo, III domenica di ottobre) e Settimane dopo la Dedicazione.

Ogni sezione racchiude tre distinti percorsi celebrativi: quello festivo-domenicale, organizzato su tre anni (anno A, B, C), quello sabbatico e quello feriale, entrambi organizzati su due anni (anno I, II).
Questa nuova articolazione definisce meglio l'unità dell'anno liturgico, superando nel rito ambrosiano la distinzione, presente in quello romano, tra tempi forti (Avvento, Quaresima, Triduo Pasquale e Tempo pasquale), e Tempo ordinario (il tempo che rimane una volta sottratti i tempi forti). Altro importante elemento rimarcato dal Lezionario Ambrosiano è l'assoluta centralità della domenica con il suo inizio dal tramonto del sole del giorno precedente. La messa vespertina del sabato, impropriamente detta prefestiva, ritrova così il suo valore proprio e originario di messa vigiliare, ben evidenziato dal nuovo rito dell'annuncio del Vangelo della Risurrezione di Cristo, che reinterpreta per l'oggi gli antichi usi delle Chiese orientali e di diverse tradizioni monastiche del passato e del presente.